# モントリオール美術館
モントリオール美術館 (モントリオールびじゅつかん、仏: Musée des beaux-arts de Montréal、英: The Montreal Museum of Fine Arts) は、ケベック州モントリオールにある美術館である。カナダで最も古い美術館。

## 沿革

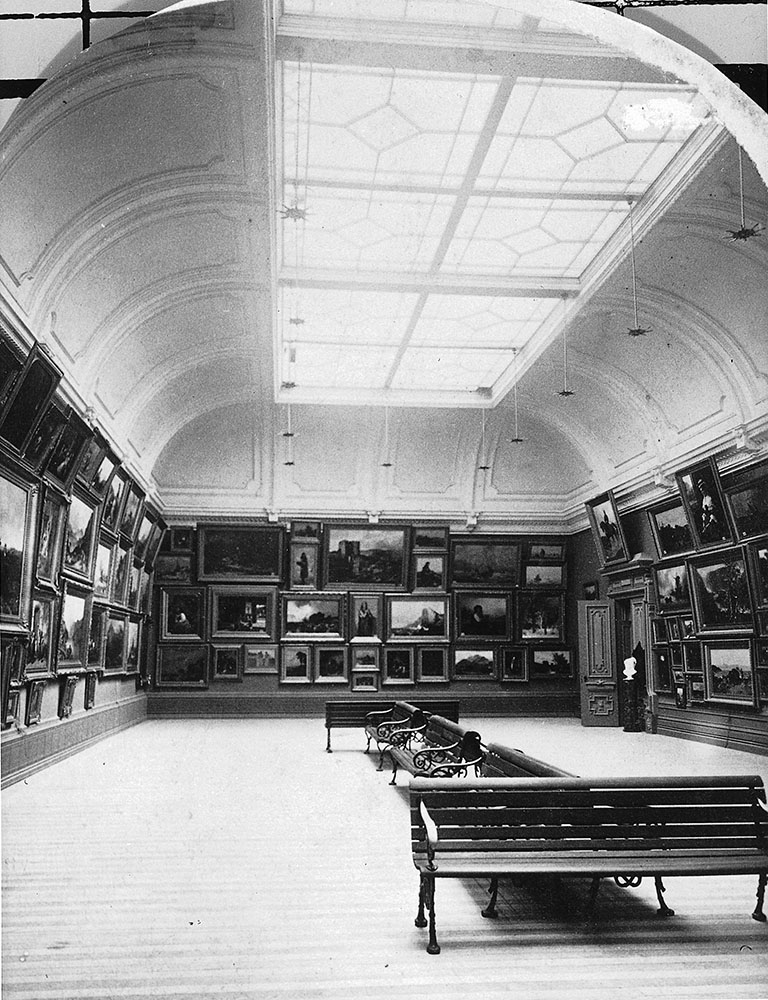
1879年当初の展示室

1860年、モントリオールの美術愛好家や収集家達によってモントリオール芸術組合(Art Association of Montreal)が設立された。しかし資金やコレクションが十分ではなく、その活動は1879年までは時々展覧会を開くか、絵画教室を開催するに留まっていた。1877年に実業家のBenaiah Gibbが土地の一画と資金、またヨーロッパ絵画のコレクションを美術館建設のために組合に寄付し、1879年に美術館開館となった。
1892年にジョン・W・テンペストが60枚の油彩画や水彩画と共に、コレクション購入のための資金を提供した。1894年にはその資金でエマヌエル・デ・ウィッテの作品を購入。1909年にはアグネス・レールモントとウィリアム・ジョン・レールモントから、バルビゾン派やレンブラントの素描を含む126枚の絵画が寄贈された。
コレクションが増えたために移転が計画され、組合はシェルブルーク通りに土地を購入。1912年、エドワード・マックスウェル（Edward Maxwell）とウィリアム・S・マックスウェル（William Sutherland Maxwell）設計の建物が完成し、12月より一般公開となった。
しかしその時期、美術館にとって重要なコレクターたちが次々に逝去し、彼らより貸与されていた作品が一般のオークションにかけられるなどして美術館から失われてしまう。その後1927年にドナルド・スターリング・パルマーが一族のコレクションを寄贈。更に1941年にはアデリーン・ヴァン・ホーン（Angus, Van Horne）が父親から受け継いだ絵画約60枚を寄贈したが、その中にはエル・グレコ、カナレット、ピエール＝オーギュスト・ルノワール、ポール・セザンヌ等が含まれていた。
1940年代より若手芸術家による展覧会も開かれるようになる。
また、装飾美術のコレクションも拡大。1959年にはジョセフ＝アーサー・シマール（Joseph Arthur Simard）により3000点もの日本製の香箱が寄贈された。
1972年9月4日、武装した人物たちにより18枚の絵画を含む約50点の作品が略奪された。被害総額は当時200万ドル相当で、カナダの犯罪史上でも最も被害額が高い。ウジェーヌ・ドラクロワ、トマス・ゲインズバラ、レンブラントを含むそれらの作品は今でも見つかっていない。2003年にはレンブラントの作品だけで100万ドルの価値があると推測されている。
美術館はその後、改修工事のために3年間閉館し、1976年にリニューアル。オープンした。
1991年にはそれまでの建物の向かいにモシェ・サフディ設計の新館が完成。

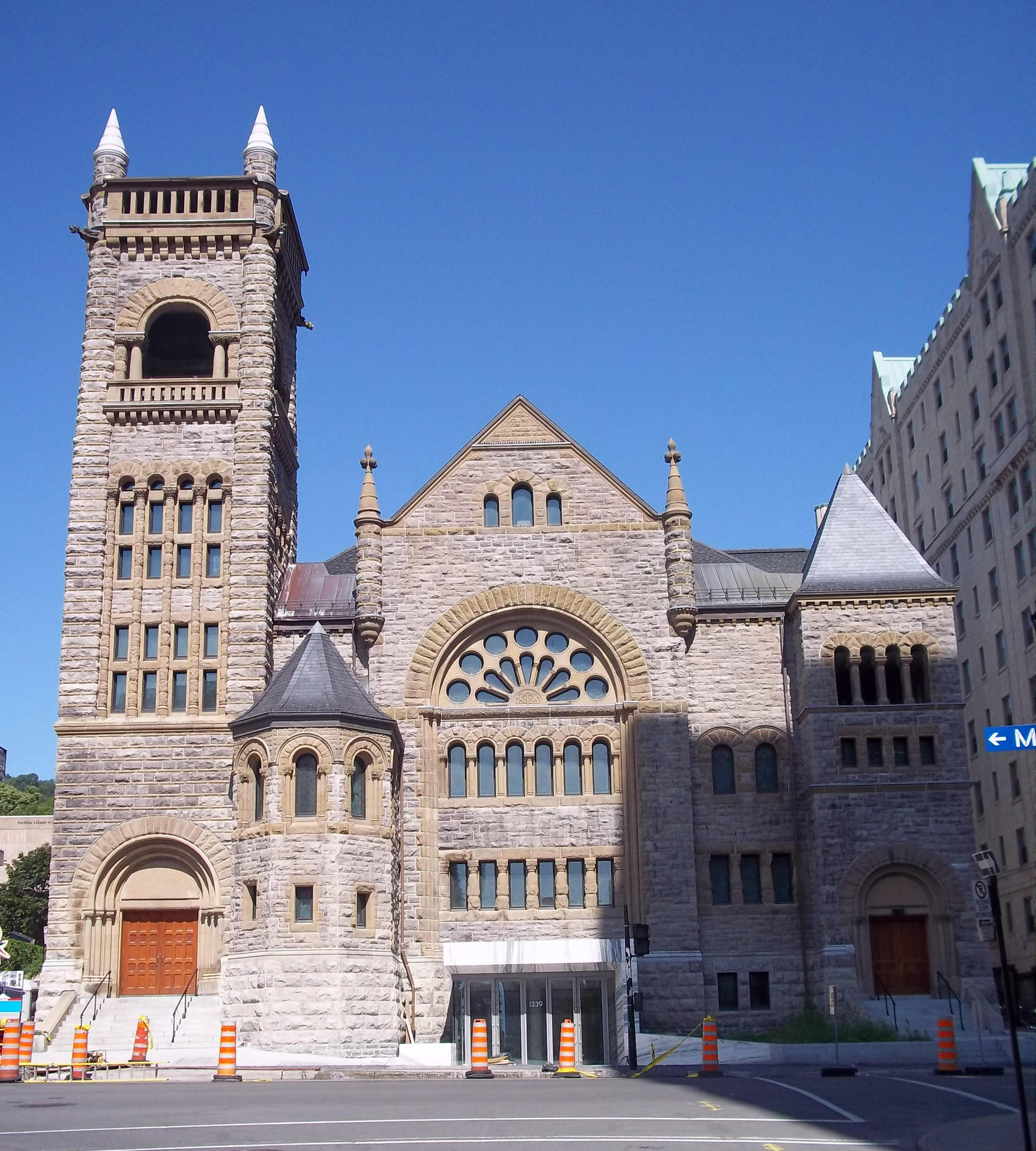
教会を改装した Claire and Marc Bourgie Pavilion（2011年7月）

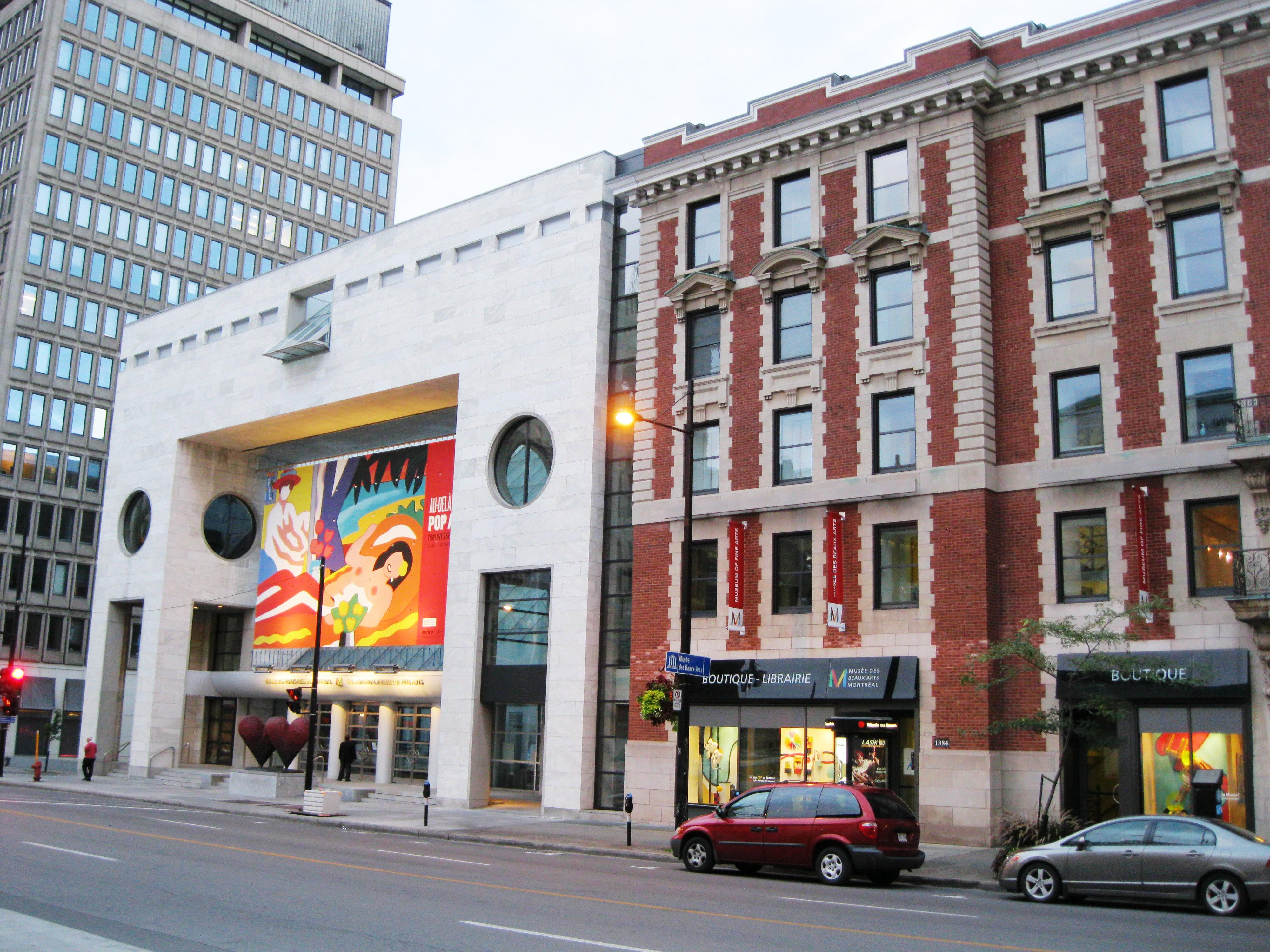
旧館前より通り向い側の新館を撮影（2012年8月）

2000年にはリリアン及びデヴィッド・M・スチュワート夫妻所蔵の5000点に及ぶ1930年代以降の装飾美術品が寄贈された。また、ミハエル及びレナータ・ホーンステインのコレクション – フェルディナンド・ホドラーの素描300枚を含むスイス、イタリア、オランダ、フランス絵画 – も寄贈された。
2007年にはシェルブルーク西通り（Sherbrooke West street）にあるロマネスク様式の合同教会をカナダ芸術のための別棟に改装することが決定し、2010年に完成した。この建物は1998年にカナダ国定史跡に指定されている。

## 構成
シェルブルーク通りを挟んで旧館（Michal and Renata Hornstein Pavilion, Liliane and David M. Stewart Pavilion）と新館（Jean-Noël Desmarais Pavilion, Claire and Marc Bourgie Pavilion）が向かい合っている。
各展示館の床面積は以下のとおり。なおこれらの総延床面積は、計48,528m2（うち展示スペースは約13,000m2）で、この数字は北アメリカ大陸で18番目の広さの美術館とされる。
| 展示館                                       | 延床面積                  |
| -------------------------------------------- | ------------------------- |
| Michal and Renata Hornstein Pavilion (1912)  | 5,546 m2 (59,700 sq ft)   |
| Liliane and David M. Stewart Pavilion (1976) | 9,610 m2 (103,400 sq ft)  |
| Jean-Noël Desmarais Pavilion (1991)          | 22,419 m2 (241,320 sq ft) |
| Claire and Marc Bourgie Pavilion (2011)      | 5,460 m2 (58,800 sq ft)   |
| Fifth Pavilion（第5展示館）(2017)            | 3,460 m2 (37,200 sq ft)   |
| Sculpture Garden（彫刻の庭園）               | 2,033 m2 (21,880 sq ft)   |
| 合計:                                        | 48,528 m2 (522,350 sq ft) |

## コレクション

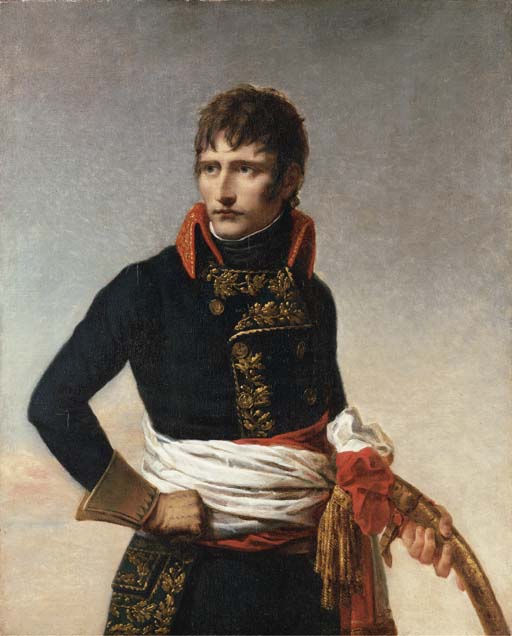
アンドレア・アッピアーニ 『ミラノのボナパルト』(1800年頃)
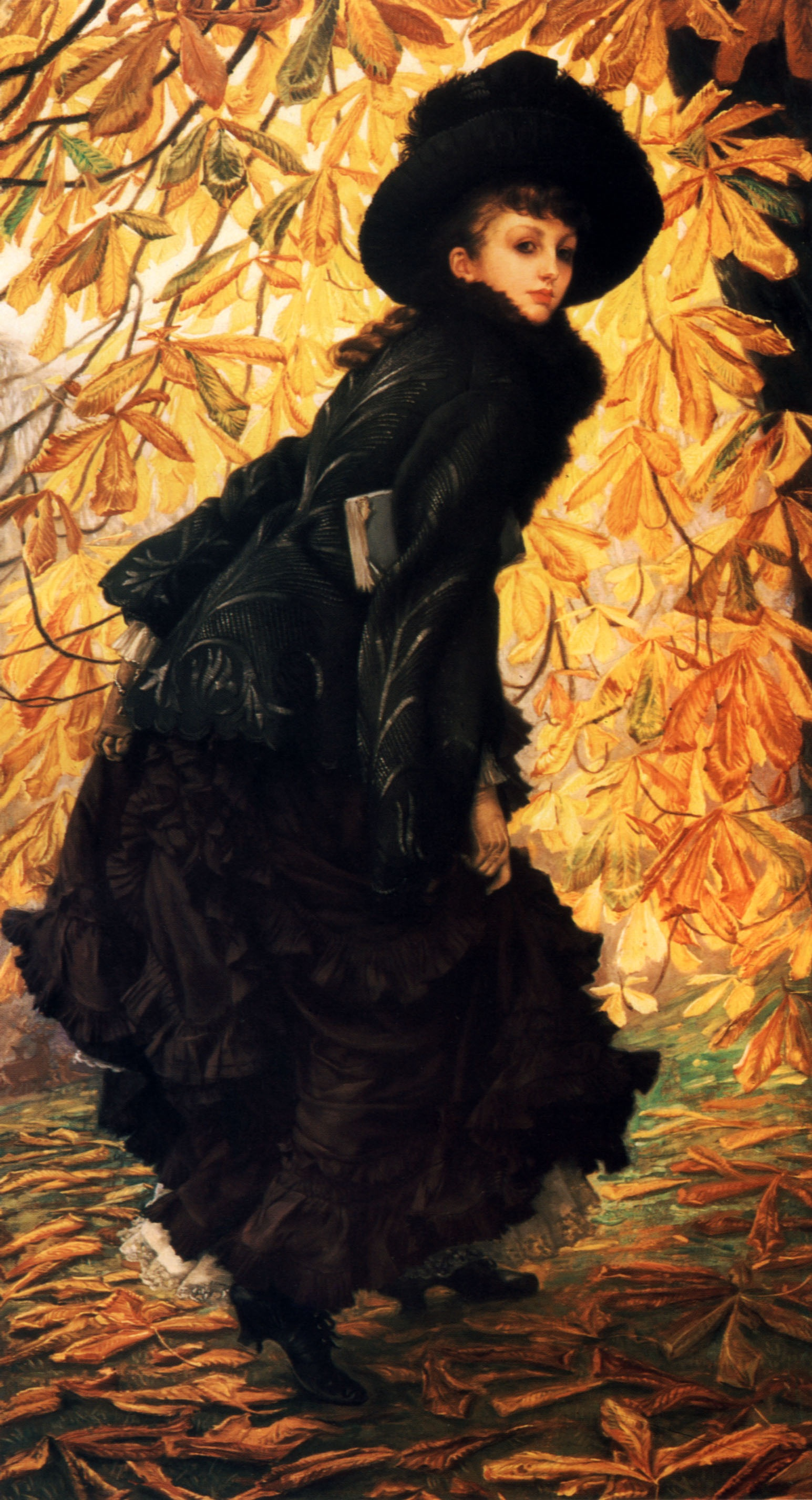
ジェームズ・ティソ 『10月』(1877年)
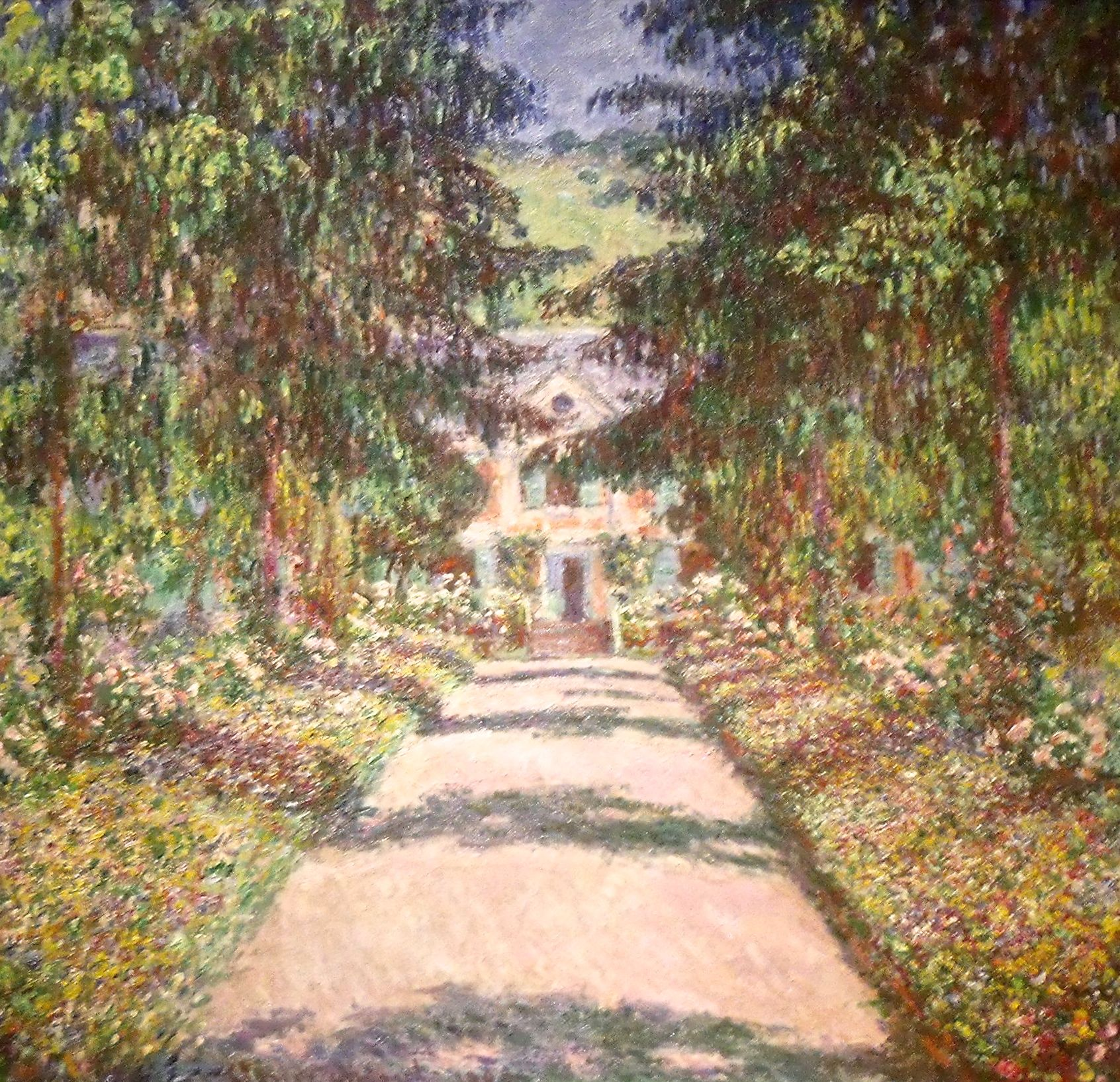
クロード・モネ 『The Main Path at Giverny（ジヴェルニーの主路）』(1900年)
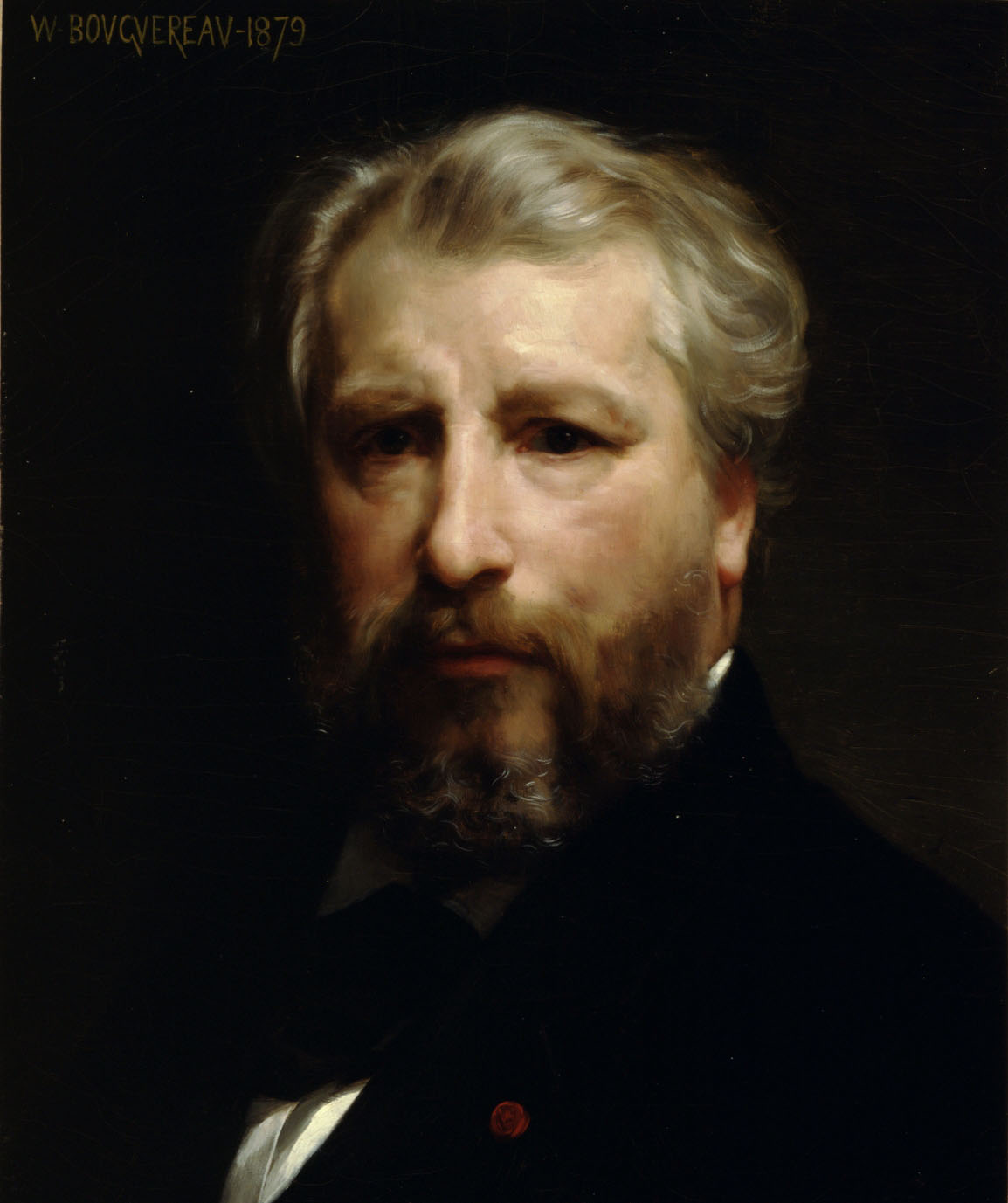
ウィリアム・アドルフ・ブグロー 『自画像』 (1879)

版画、デッサン、絵画、彫刻、写真、家具など3万点以上ものコレクションを収蔵。2008年にはベン・ウイダーのコレクションであったナポレオンに関する品々が寄贈された。
所蔵作品の例：
- ハンス・メムリンク 『男性の肖像』(1490)
- マリオット・アルベルティネッリ 『聖家族』 (1505頃)
- エル・グレコ 『レイヴァ一族の男性の肖像』 (1580-1585)
- ピーテル・ブリューゲル (子) 『宿屋からの帰り』 (1620頃)
- フロリス・ファン・ダイク 『食卓図』(1622)
- ジャック・リナール 『貝殻とサンゴのある静物』(1640)
- シャルル・ル・ブラン 『アイネアスの神格化』(1642-1644)
- ジャック・ステラ 『キリスト哀悼』(1655頃)
- ニコラース・マース 『羊飼いの礼拝』(1658)
- エマヌエル・デ・ウィッテ 『ヴァージナルを引く女のいる室内』 (1660頃)
- レンブラント・ファン・レイン 『若い女性の肖像』 (1665)
- ヤン・ダーフィッツゾーン・デ・ヘーム 『果物のある静物』(1684)
- フランソワ・ブーシェ 『聖母昇天』 (1758-60)
- フランシスコ・デ・ゴヤ 『カルロス・ロペス・アルタミラノの肖像』 (1795頃)
- フランソワ＝グザヴィエ・ファーブル 『赤い帽子をかぶった男』
- オノレ・ドーミエ 『サテュロスに追いかけられる女たち』(1850)
- ギュスターヴ・クールベ 『黒い泉のそばの小川』 (1855頃)
- ポール・セザンヌ 『プロヴァンスの曲がり道』(1866頃)
- ジャン＝バティスト・カミーユ・コロー 『ヴィル・ダヴレー、水門の側の釣り人』
- アルフレッド・シスレー 『秋：ブーシヴァル近くのセーヌの川岸』 (1873)
- フェルディナンド・ホドラー 『斧を持った兵』(1895)
- マルク＝オーレル・ド・フォワ・スゾール＝コテ 『アサバスカのゴッセリン川のカーブ』(1906頃)
- アンリ・マティス 『座る女、開いた窓に背を向ける』 (1922頃)
- サルバドール・ダリ 『マリア・カルボナの肖像』 (1925)
- オットー・ディクス 『ヒューゴ・シモンズの肖像』(1925)
- マルク＝オレール・フォルタン 『根こぎにされた木』 (1928頃)
- キース・ヴァン・ドンゲン 『ソファに座る女』 (1930頃)
- ジャン＝ポール・リオペル 『オーストリア』 (1954)
- パブロ・ピカソ 『抱擁』(1971)
- ジョアン・ミロ 『頭部』(1976)

## 参照
1. ↑  “The Art Newspaper Ranking VISITOR FIGURES 2016” (PDF).   The Art Newspaper. 2017年10月17日閲覧。
2. ↑  CBC Digital Archives, Art heist at the Montreal Museum of Fine Arts
3. ↑  “Erskine and American United Church”. Directory of Designations of National Historic Significance of Canada.   Parks Canada. 2011年7月30日閲覧。
4. ↑  “2012-13 Annual Report”.   Montreal Museum of Fine Arts. 2013年12月21日閲覧。